# Ulrike Schmieder

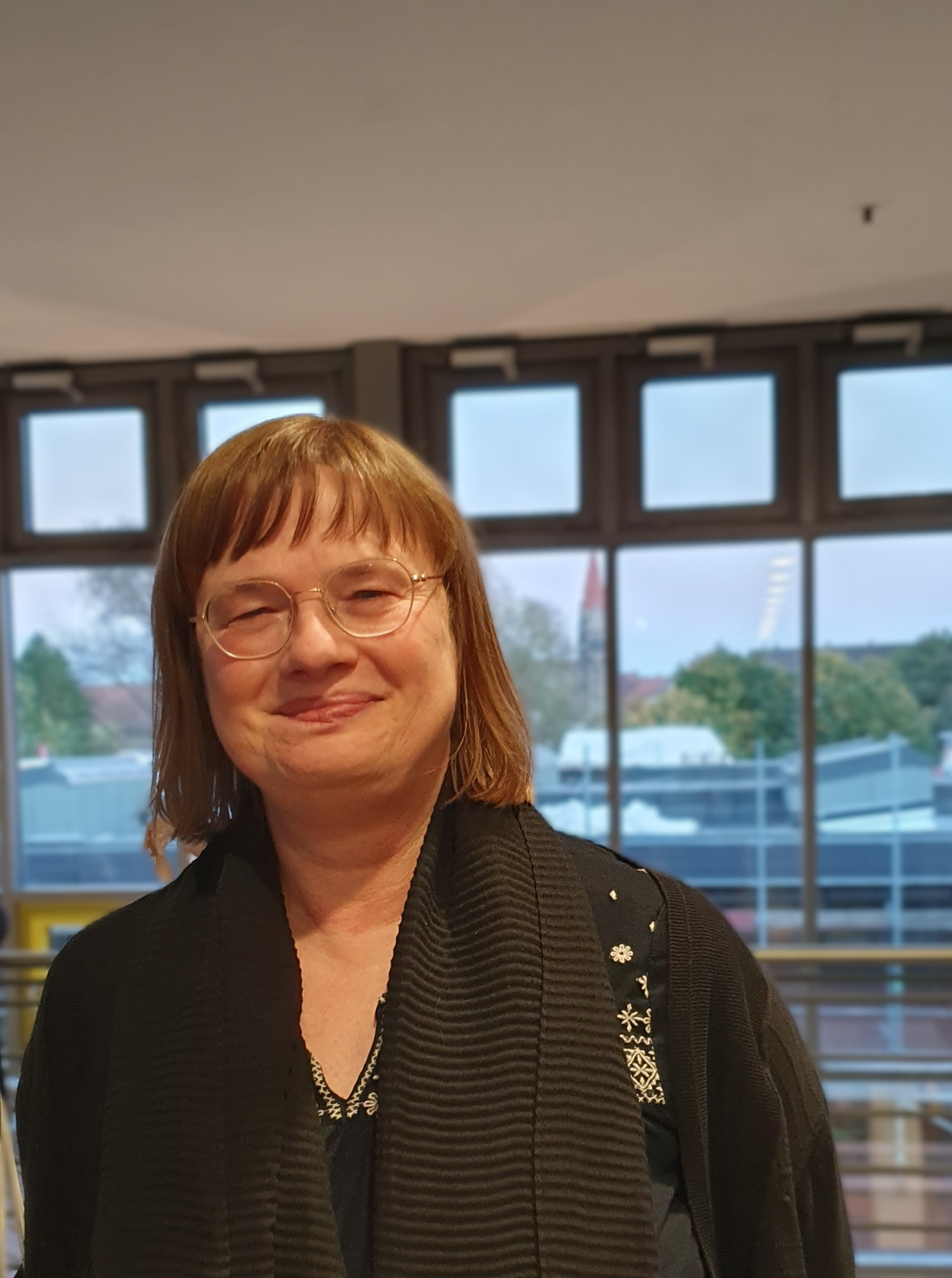
Ulrike Schmieder, Mitglied des Beirats „Dekolonisierendes Erinnerungskonzept“ der Stadt Hannover, bei der Kickoff-Veranstaltung des Beirats am 25. Oktober 2024

Ulrike Schmieder (* 1966 in Berlin als Ulrike Sulanke) ist eine deutsche Historikerin.
Sie studierte von 1984 bis 1989 Lateinamerikawissenschaften an der Universität Rostock und wurde 1992 an der Universität Leipzig promoviert. In den Jahren 1996/97 war sie wissenschaftliche Mitarbeiterin der Iberischen und Lateinamerikanischen Abteilung des Historischen Seminars der Universität zu Köln, wo sie sich 2002 habilitierte. Von 2004 bis 2007 war sie wissenschaftliche Mitarbeiterin des Historischen Seminars der Universität Hannover. Seit 2015 arbeitet sie als Geschäftsführerin des Centre for Atlantic and Global Studies der Universität Hannover. Seit April 2018 ist sie von der Geschäftsführung freigestellt zur Durchführung des DFG-Projektes „Erinnerungen an die atlantische Sklaverei. Frankreich und Spanien, die französische Karibik und Kuba im Vergleich und im Kontext globaler Debatten um das Gedenken an Sklavenhandel und Sklaverei“.
Ihre Forschungsschwerpunkte sind die vergleichende Geschlechtergeschichte Lateinamerikas, die vergleichende Sklaverei- und Postemanzipationsgeschichte Lateinamerikas und der Karibik sowie die Erinnerungen an Sklavenhandel und Sklaverei.
Schmieder ist Mitglied des von der Landeshauptstadt Hannover berufenen Beirats „Dekolonisierendes Erinnerungskonzept“, der im Januar 2024 seine Arbeit aufnahm.

## Schriften (Auswahl)
- Hrsg. mit Michael Zeuske: Falling statues around the atlantic (= Comparativ, Zeitschrift für Globalgeschichte und vergleichende Gesellschaftsforschung 31/3–4, 2021).
- Nach der Sklaverei – Martinique und Kuba im Vergleich, Berlin 2014, 2., überarbeitete Auflage 2017.
- Hrsg. mit Katja Füllberg-Stolberg, Michael Zeuske: The end of slavery in Africa and the Americas. A comparative approach. Lit, Berlin/Münster 2011.
- mit Hans-Heinrich Nolte: Atlantik. Sozial- und Kulturgeschichte in der Neuzeit. Promedia, Wien 2010.
- Hrsg. Postemanzipation und Gender (= Comparativ, Zeitschrift für Globalgeschichte und vergleichende Gesellschaftsforschung 17/1, 2007).
- Geschlecht und Ethnizität in Lateinamerika im Spiegel von Reiseberichten. Mexiko, Brasilien, Kuba 1780–1880, Heinz, Stuttgart 2003.
- Lateinamerika in Periodika deutscher Regionen. Die Widerspiegelung der gesellschaftlichen Transformation Lateinamerikas in publizistischen Quellen 1760–1850. Kovac, Hamburg 1998.
- Preußen und der Kongress von Verona. Eine Studie zur Politik der Heiligen Allianz in der spanischen Frage, Hänsel-Hohenhausen, Egelsbach 1993 (zugleich: phil. Diss., Universität Leipzig 1992).